# The Golden Compass
The Golden Compass (bra: A Bússola de Ouro; prt: A Bússola Dourada) é um filme britânico-estadunidense de fantasia e aventura de 2007 escrito e dirigido por Chris Weitz. É baseado no livro Northern Lights, primeiro volume da trilogia Fronteiras do Universo de Philip Pullman. O filme ganhou um Oscar de melhores efeitos visuais e foi indicado a melhor direção de arte.

## Sinopse
Após ter seu amigo sequestrado por seres conhecidos como Gobblers, Lyra, que vive em um mundo no qual os humanos tem suas almas representadas aos seus lados por animais (os daemons), decide embarcar em uma viagem para tentar reecontra-lo.

## Elenco

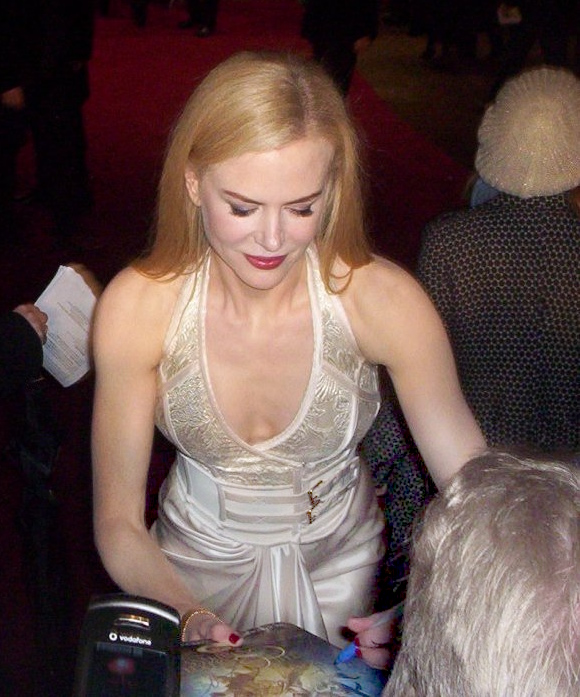
Nicole Kidman no lançamento do filme

| Ator                 | Papel                   |
| -------------------- | ----------------------- |
| Dakota Blue Richards | Lyra Belacqua           |
| Nicole Kidman        | Marisa Coulter          |
| Daniel Craig         | Lorde Asriel            |
| Eva Green            | Serafina Pekkala        |
| Ben Walker           | Roger                   |
| Jim Carter           | Lord John Faa           |
| Tom Courtenay        | Farder Coram            |
| Charlie Rowe         | Billy Costa             |
| Clare Higgins        | Ma Costa                |
| Steven Loton         | Tony Costa              |
| Sam Elliott          | Lee Scoresby            |
| Simon McBurney       | Fra Pavel               |
| Jack Shepherd        | Mestre                  |
| John Bett            | Thorold                 |
| Christopher Lee      | Lorde Boreal            |
| Kathy Bates          | Hester (voz)            |
| Ian McKellen         | Iorek Byrnison (voz)    |
| Ian McShane          | Ragner Sturlusson (voz) |
| Freddie Highmore     | Pantalaimon (voz)       |

## Dublagem brasileira
- Marisa Coulter: Miriam Ficher[12]
- Lorde Asriel: Ronaldo Júlio[12]
- Lyra Belacqua: Jussara Marques[12]
- Roger: Daniel Garcia[12]
- Pantalaimon – Voz: Bruno Marçal[12]
- Iorek Byrnison – Voz: Jonas Mello[12]
- Serafina Pekkala: Angelica Santos[12]
- John Faa: Reinaldo Pimenta[12]
- Farder Cordam: Renato Márcio[12]

## Recepção

### Bilheteria
O filme arrecadou ganhou US$ 302.127.136 internacionalmente, totalizando US$ 372.234.864 em todo o mundo. Os direitos do filme no exterior foram vendidos para financiar o orçamento de produção de US$ 180 milhões, então a maioria desses lucros não foi para a New Line. Isso foi citado como uma possível "última gota" na decisão da Time Warner de fundir a New Line Cinema na Warner Bros. Pictures.

### Crítica
No agregador de críticas Rotten Tomatoes, o filme tem uma taxa de aprovação de 42% com base em 192 opiniões. O consenso crítico do site diz: "Sem um pouco da polêmica do material de origem, The Golden Compass é reduzido a recursos visuais impressionantes mais compensadores para contar histórias frouxas". No Metacritic, o filme tem uma pontuação média de 51 em 100, com base em 33 críticos, indicando "avaliações médias ois mistas".

### Público
O público consultado pelo CinemaScore deu ao filme uma nota média de "B" em uma escala de A+ a F.

### Instituições católicas
Dias próximos ao lançamento do filme, a Liga Católica nos Estados Unidos iniciou uma campanha de boicote acusando o filme de "conduzir as crianças ao ateísmo". O presidente da instituição, Bill Donohue, explicou que o filme promove o ateísmo e busca "denegrir a cristandade, aos olhos das crianças". Em resposta às acusações, a Associação Humanista Americana manifestou-se, por meio de uma nota oficial, a favor do filme "A Bússola de Ouro". Fred Edwords, diretor de comunicação da instituição, afirmou que a posição da Liga Católica está equivocada e que, após assistir o filme, o que fica em questão é o problema de certas posturas das autoridades religiosas.